# Carentoir (ancienne commune)
Pour l’article homonyme, voir Carentoir.
Carentoir [kaʁɑ̃twaʁ] est une ancienne commune française située dans le département du Morbihan, en région Bretagne.
Le 1er janvier 2017, elle fusionne avec la commune de Quelneuc. Ces deux communes donnent alors naissance à la commune de Carentoir qui prend le statut administratif de commune nouvelle.

### Localisation

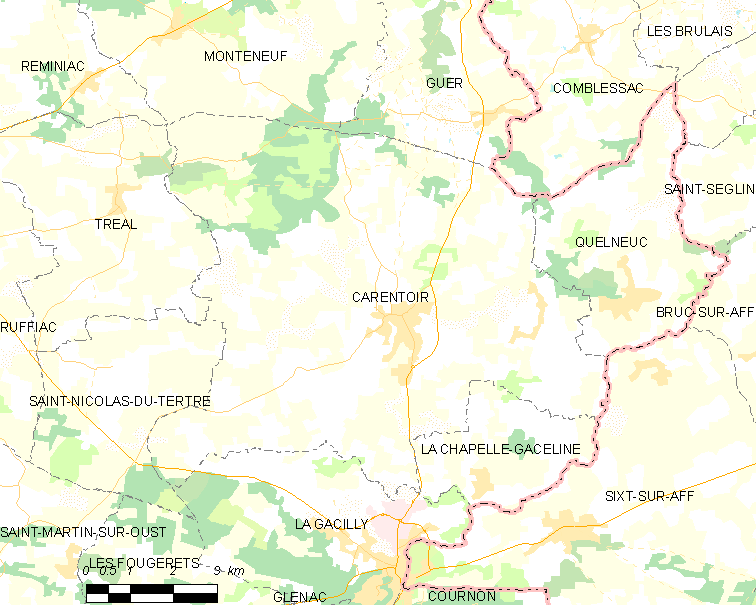
Carte de l'ancienne commune de Carentoir (avant la création de la commune nouvelle en 2017) et des communes avoisinantes.

## Géographie

### Géologie et relief
En dehors du quart septentrional, le sous-sol de la commune est constitué de schistes briovériens. Depuis le nord, se succèdent une bande granitique, une bande de grès armoricain, puis de la formation de Pont-Réan, l'extrême Nord-Est appartenant à la formation de Traveusot (siltstones). Pédologiquement parlant, le sol est dans cette partie d'une valeur agricole plus faible que dans la partie schisteuse où elle est globalement excellente.

### Environnement
La ressource en eau a été affectée par l'industrie. Avec 80 à 90 mg de nitrate par litre d’eau, le captage du Siloret de Carentoir a du être fermé en 1993. Le site a été boisé (2 ans après) par le syndicat intercommunal sur 22 hectares, puis 12 hectares de 2007 à 2010. il s'agissait de profiter des capacités des boisements et milieux forestiers à faire chuter le niveau de nitrate des eaux (alors qu’on mesure des taux de 126 mg/l pour un champ de maïs fourrager, ils sont généralement de 2 mg/l dans les sous-sols forestiers, avec un résultat progressif (pour un effet maximal espéré en 8 à 10 ans).

## Toponymie
Le nom breton de la commune est Karantoer.
Carantoer en 826,, Karantoer en 864, Carantor au XIe siècle, Carentor en 1171, 1178 : Carentor en 1178, Carantoër en 1286, Karantoer en 1387, Karantoir en 1430 , Karantoir en 1441, Kerentoer en 1516, Carantouër en 1553.
Carentoir a été rapproché du vieux breton Caer an toer, « le village du couvreur »,.
Les formes anciennes régulièrement attestées ne postulent pas en faveur de cette étymologie, en effet, hormis la forme isolée Kerentoer, elles sont toutes en Car-, jamais en Caer-, Quer-. Il convient de réinterpréter le radical non pas en Car-, mais en karant-, d'origine gauloise, c'est-à-dire un thème celtique *karant- « ami, qui aime » qui a également donné le gallois car, pluriel ceraint « parent » et le breton kar, kerent « parent ».
Ce thème est répandu dans l'onomastique personnelle celtique, par exemple : nom d'homme gaulois Carantos qui entre en composition dans les toponymes Carency, Charency, Charancieu, Cransac, avec le suffixe gaulois -iācum équivalent du brittonique *-ōgon (vieux breton -oc, -euc, moderne -ec) tous du celtique *-āko-,. L'équivalent breton ou receltisé est Carantec. Carantec (latin Carantocus) est aussi le nom d'un saint, d'origine insulaire semble-t-il.
Le second élément -oer / -or > -oir représente peut-être la contraction du gaulois duron « porte, marché enclos, place, forum, ville close, bourg » cf. breton dor « porte ». Il se retrouve en effet souvent comme second élément des toponymes gaulois : Iccio-durum > Issoire ; Isarnodori (génitif) > Izernore ; Autissio-durum > Auxerre ; Brio-durum > Briare ; etc.. Ainsi Carentoir remonterait à un *Carantoduron > bas latin *Carantodurum. L'association de karant-, Carant- comme premier élément est tout à fait possible car observée ailleurs : Carentan (Manche, karentonem 1036, Carentomus 1136) qui remonterait à *Carantomagus avec gaulois magos « champ, marché » (cf. également Charenton) et Carentonne (Eure, Bernay, Carentona fin XIIe siècle / Charentonne (Eure, rivière qui passe à Carentonne ci-dessus) avec gaulois onna « fleuve, rivière ». Cependant, il n'est pas sûr qu'il s'agisse du même élément, car les formes anciennes dans ces derniers exemples militent en faveur d'un élément Carent-, plutôt que Carant-. D'où une forme primitive du type Car-ento-magus dans le premier cas, et Car-ent-onna dans le second, c'est-à-dire gaulois *car- « beau » (cf. breton kaer « beau ») et le suffixe bien connu -ento de localisation (cf. Nogent, Corent, Drevant, toponymes gaulois).
Remarque : le Ca- initial aurait dû normalement se palataliser en Cha- dans les régions de langue d’oïl (sauf en normanno-picard). En Bretagne, il est l'indice que la langue bretonne y a été parlée au Moyen Âge (voir frontière linguistique bretonne).

## Histoire

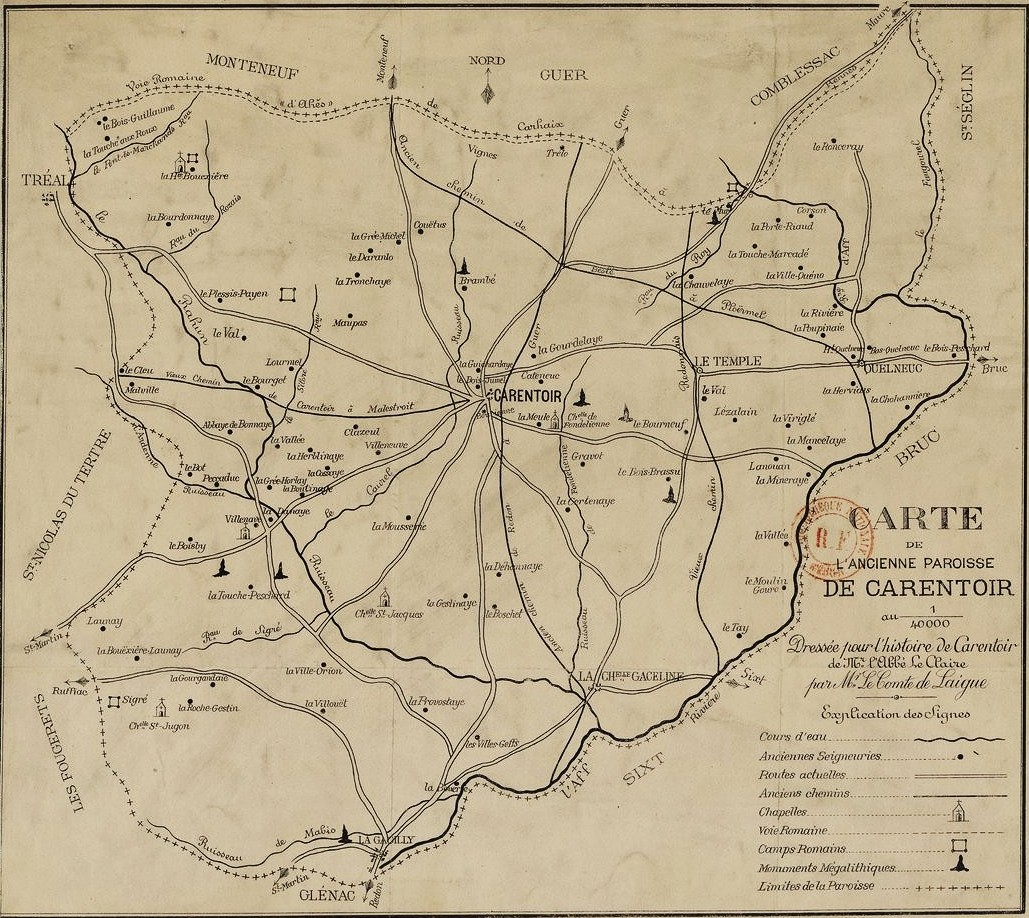
Carte de l'ancienne paroisse de Carentoir (carte dessinée par le comte de Laigue pour l'ouvrage de l'abbé Jacques Marie Le Claire "L'ancienne paroisse de Carentoir" publié en 1895).

« Carentoir comprenait jadis les paroisses de Carentoir, La Gacilly, Le Temple, La Chapelle-Gaceline et Quelneuc ; c'était donc une des plus grandes paroisses du diocèse de Vannes » écrit en 1868 l'abbé Amédée Guillotin de Corson.

### Préhistoire
Un menhir, signalé en 1847 par François-Marie Cayot-Délandre, est situé au sud du château du Mur, dans une prairie ; il est de nos jours dénommé "menhir du Bas-Marsac" ou encore "menhir de la Saude : c'est un menhir en roche éruptive de 2,20 mètres de haut, à la limite des communes de Carentoir, Quelneuc et Comblessac.

### Antiquité
La voie romaine de Condate Riedonum (Rennes) et Juliomagus (Angers) à Vorgium (Carhaix), dénommée par la suite Chaussée d'Ahès suit la limite de la commune de Carentoir avec celles de Comblessac, Guer et Monteneuf. Elle passe par le château du Mur, comme le décrit cet extrait d'un article publié en 1907 : « Des traces, encore bien apparentes, la montrent arrivant de la Touche du Mur à la vieille chapelle, traversant la cour, passant près de la porte méridionale du camp romain, d'où elle descend la colline pour traverser la rivière au vieux pont de Marsac [sur l'Aff], que nous avons encore vu dans notre jeunesse, et, de là, se diriger, par le Ronceray et le Larday, sur Maure et Lohéac ».
« Le camp romain [situé en majeure partie en Comblessac] est ce vaste enclos qui couronne, à l'est, la pointe extrême du promontoire ; il présente la forme d'un parallélogramme aux angles émoussés, dont la base peut avoir de 200 à 220 mètres de développement sur 60 à 80 m de largeur. Il se dirige du sud au nord et deux portes sont à ses deux extrémités. C'est un de ces camps appelés stativa, où les Romains hivernaient plusieurs années de suite et qu'ils fortifiaient en conséquence. (..) Du côté oriental l'enceinte est plutôt irrégulière et ä peine indique par un faible talus en pierre : de ce côté le camp était en effet défendu par la rivière d'Aff (..). C'est du côté opposé surtout que les fortifications s'imposaient. De fait, un immense talus de pierre, recouvert de terre, se présente d'abord ; puis un large fossé, avec pont-levis, et des douves presque comblées, mais encore reconnaissables ». François-Marie Cayot-Délandre écrit en 1847 que deux ouvrages avancés sont placés, à l'est du cam, à 17 mères en dessous, mais dominant l'Aff d'une vingtaine de mètres ; il écrit aussi que ce «camp des Romains» est aussi appelé par les paysans des environs "Butte-aux-Fées" ou encore "Tombeau du général Romain".
Trois monnaies romaines à l'effigie de Germanicus ont été trouvées à Carentoir en 1942.
Le roi de Vannes Eusèbe se serait établi un temps dans l'ancien camp romain à la fin du Ve siècle lorsqu'il vint châtier les habitants de la contrée de leur insoumission.

### Moyen Âge
La tradition orale et la vie légendaire de saint Marcoult rapportent l'histoire de la fondation de la commune. Saint Marcoult (490-558) est un moine normand, fondateur de l'abbaye de Nanteuil, près de Coutances. Le saint missionnaire se serait rendu en Bretagne, afin de délivrer les peuples de la superstition et de l'idolâtrie. Un soir, alors qu'il passe dans la région, actuellement nommée Carentoir, saint Marcoult se présente au château de la Ballue, situé sur la voie romaine, devenue chaussée d'Ahès et y demande l'hospitalité pour la nuit. Ni le seigneur, ni les villageois n'acceptent de le recevoir. Le saint homme voyant l'inhospitalité de ce village se retire et prédit que ce lieu perdra de son importance et que le château sera englouti. Contraint de poursuivre son chemin, il arrive devant la porte d'une humble maison isolée dans la campagne et s'y arrête. Cette maison abrite un pauvre couvreur et sa famille qui lui offrent le gîte et le souper pour la nuit. Le lendemain, après avoir remercié et, bien sûr, converti son hôte, le saint prédit que cette demeure deviendra le centre d'un important village.
Carentoir apparaît à plusieurs reprises dans les chartes du Cartulaire de l'Abbaye de Redon. C'est alors un plou, c'est-à-dire une paroisse (plebs) revenant à la charge du machtiern Iarnithin dans l'ancien évêché de Vannes.
L'église primitive située sur l'actuelle place de l'Étoile daterait du début du IXe siècle. Entre le XIe et le XIIe siècle, un édifice est érigé en l'honneur du saint fondateur sur le site même de l'église. L'église sera complètement ravagée pendant les guerres de la Ligue qui font rage vers la fin du XVIe siècle.
Au bout de trois siècles, l'église est en ruine et sera détruite à la fin du XIXe siècle pour être reconstruite cinq ans plus tard sur l'emplacement qu'elle occupe actuellement, dans un style néo-gothique et toujours dédiée au saint qui a fait la prospérité de Carentoir.
Lors de l'implantation de l'Ordre du Temple sur la paroisse de Carentoir au début du XIIe siècle, dans un village qui porte aujourd'hui le nom de Le Temple, situé à 4 km, celui-ci y fonde une commanderie qui aujourd'hui est la plus ancienne du Morbihan. Elle y est attestée en 1182 dans une charte du duc de Bretagne.
Les récits historiques font très peu état de cet ordre religieux dans la région, mais les mémoires locales content bon nombre de récits sur leur présence. Les « moines rouges » de Carentoir ainsi nommés, auraient été massacrés au pied d'un chêne près de la chapelle de Fondelienne. Devant l'importance de la présence templière dans la région, l'hôpital de Saint-Jean de Jérusalem érige dans le village du Temple, le siège d'une commanderie. La trentaine de commanderies érigées en Bretagne par les hospitaliers seront bientôt réunies en quatre importantes : La Feuillée (près du Huelgoat) dans le Finistère, La Guerche, Nantes et Carentoir. Celle de Carentoir possède au XVIe siècle des dépendances dans 66 paroisses réparties sur six diocèses.
Le bourg du Temple sera ravagé et le manoir des Commandeurs détruit pendant les guerres de la Ligue (XVIe siècle). La résidence des Commandeurs est transférée à Messac, mais la juridiction demeure en la paroisse de Carentoir jusqu'à la Révolution.

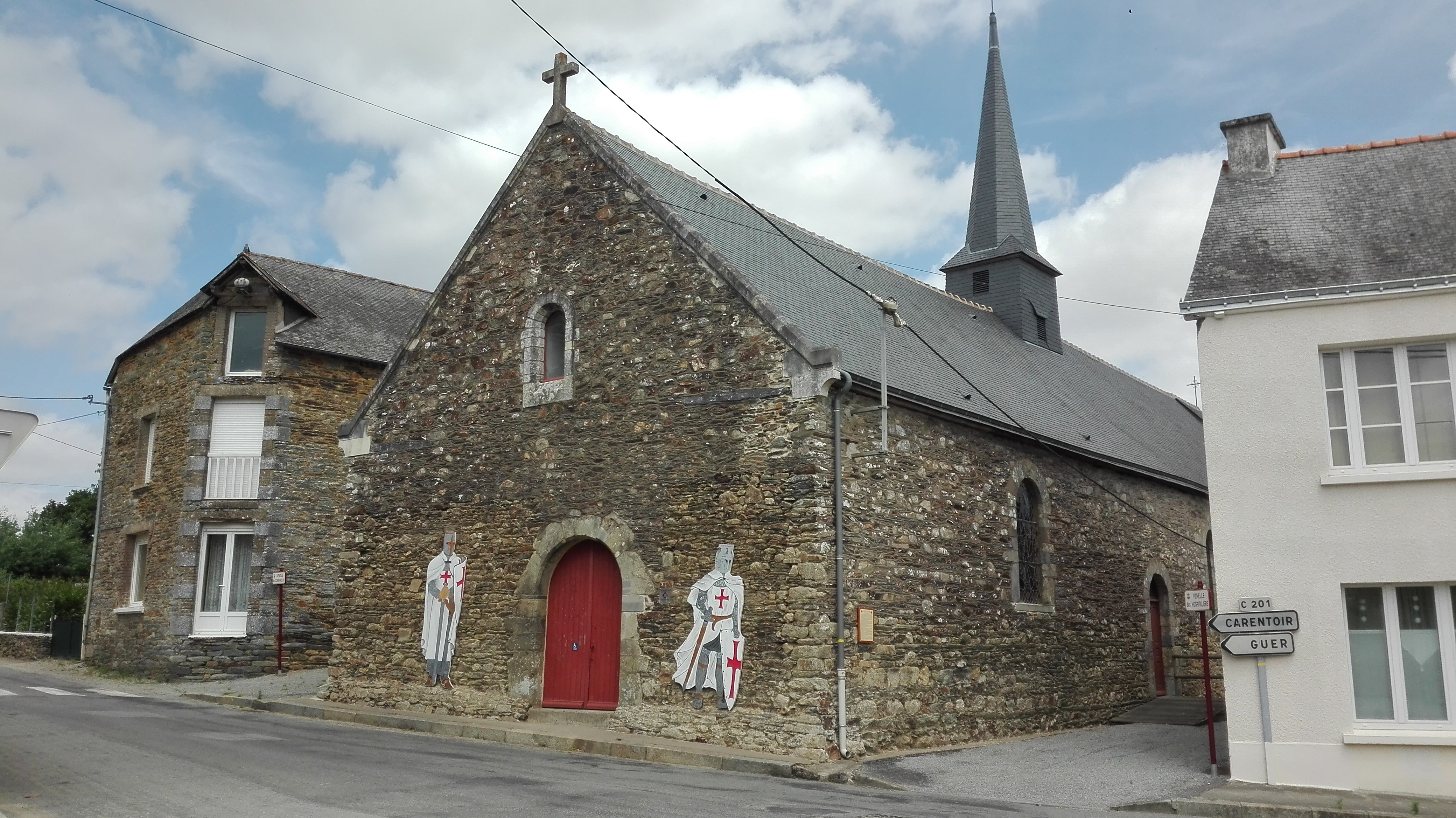
Chapelle templière de Carentoir, 2017.

L'église du Temple a été édifiée en l'honneur de saint Jean-Baptiste du Temple. On ne trouve aucune trace de cette église avant le XIVe siècle, mais il se peut qu'elle ait été érigée au XIIe siècle par les Templiers. Après avoir été remaniée entre le XVIIIe et le XIXe siècle, elle a été rénovée en 2008 pour permettre de garder dans les mémoires le passé militaire et religieux de la région et ainsi conserver les objets d'art qui y figurent, notamment Le Dormant (fin du XIIIe siècle) et le retable (XVIIe siècle).
Bon nombre de signes marquent encore le passage des Templiers. Ainsi, sur des maisons figurent des marques de l'époque comme des monogrammes, croix pattées ou gravées, etc., et les routes sont bordées par une impressionnante quantité de croix.
Jean-Baptiste Ogée fournit une longue liste des maisons nobles de Carentoir au XVe siècle ; il cite notamment le Bois-Basset, Peccaduc et Trelo comme disposant toutes les trois des haute, moyenne et basse justice, la Herblinais et la Danais des moyenne et basse justice, les Gręs-Michel et la Grée-Horlay de la basse justice; il cite en plus 33 autres maisons nobles.
Carentoir était l'un des six doyennés du diocèse de Vannes; il comprenait, outre Carentoir et ses trèves, les paroisses du Temple, de Renac (et sa trève de Saint-Nicolas-du-Tertre), Saint-Just, Sixt et Tréal ; outre l'église Saint-Maclou (reconstruite au XIIe siècle) et les églises tréviales des  trois trèves de Carentoir, la paroisse possédait plusieurs chapelles : la Haute-Bouexière, Notre-Dame de Fondelienne (on y vénérait une statue de la Vierge considérée comme miraculeuse), Saint-Jugon (but de nombreux pèlerinages car on y vénérait saint Jugon), Saint-Jacques, Saint-Marc, Saint-Adrien, Saint-Vincent et quatre chapelles de manoirs (Saint-Mathieu à Peccaduc, Saint-Joseph au Boschet, Saint-Julien au Bois-By et celles de Ronceray [Ronseray] et de Launay), mais presque toutes ces chapelles ont été  détruites ; trois chapellenies existaient : Saint-Georges, Notre-Dame de la Ville-Louet et de la Cossay.
La seigneurie et l'histoire familiale de la maison de Ronseray ont fait l'objet d'un ouvrage publié en 1917.
Le château de La Gacilly était le plus important de la paroisse, son seigneur disposait du droit de prééminence dans l'église paroissiale en tant que fondateur réel ou supposé (en 1594, à cause des guerres de la Ligue le château n'était plus qu'une ruine ; lors de l'édification de la nouvelle église en 1841 les derniers vestiges furent détruits et la motte féodale fut arasée peu après).

### Temps modernes
Sur toute la commune, un grand nombre de châteaux et de manoirs décorent le paysage, pour la plupart datant du XVIe au XVIIIe siècle, les seigneuries ont tenu une place importante dans la région jusqu'à une période relativement récente puisqu'on comptait pas moins d'une quarantaine de grande seigneuries et métairies nobles et autant de moindre importance.

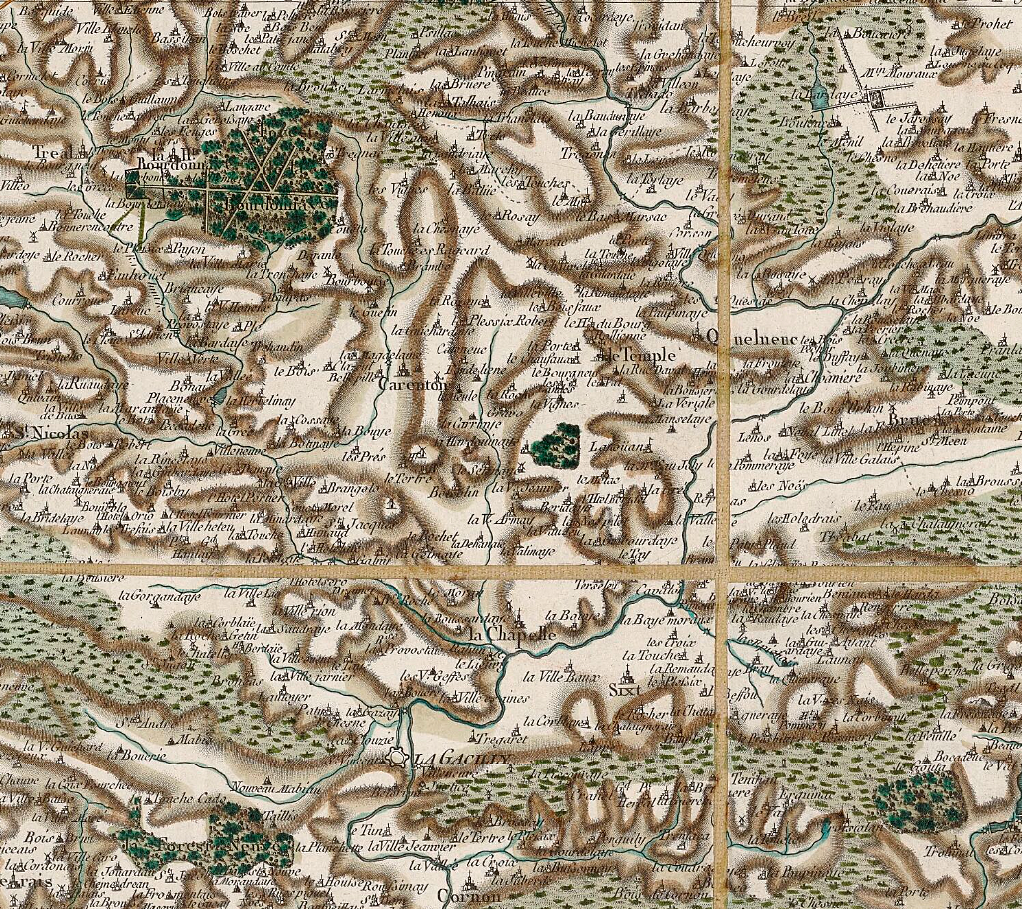
Carte de Cassini de la paroisse de Carentoir et de ses trèves (1785). On y voit aussi l'ancienne paroisse du Temple.

Jean-Baptiste Ogée écrit ainsi Carentoir en 1778 :

« Carentoir ; à 10 lieues trois quarts à l'Est-Nord-Est de Vannes, son évêché ; à 10 lieues un sixième de Rennes ; et à 4 lieues de Malestroit, sa sous-délégation. Elle ressortit à Ploërmel et compte, y compris les habitants de la Haute Bourdonnaye, La Chapelle-Gaceline, la Gacilli [Gacilly], et Quelneuc, ses trèves, 6 000 communiants. La cure, qui est un ancien doyenné, est à l'Ordinaire. Son territoire fournit un si grand nombre de carrières d'ardoise, qu'il fut autrefois nommé Ker-anwir ("ville du Couvreur"). Il est fort étendu, et forme de petites plaines coupées de vallons, dont les terres sont fertiles en grains. On y voit des prairies , des bois , la forêt de la Bourdonnaye, et une quantité prodigieuse de landes qui pourraient être cultivées avec succès. (...) Le château de la Bourdonnaye, haute , moyenne et basse justice, est la seigneurie de Carentoir, établie en marquisat en 1717. Elle appartient à M. le Marquis de la Bourdonnaye, conseiller d'État. »

### Révolution française
Gobrien Le Cerff, originaire de Guégon, devint recteur de Carentoir le 4 septembre 1775. Il refusa de prêter le serment à la Constitution civile du clergé, devenant donc prêtre réfractaire, mais continua néanmoins ses fonctions de recteur jusqu'à l'arrivée d'un curé constitutionnel, en 1792. À partir de cette date, il se cacha, mais sans quitter sa paroisse, mais le 26 février 1796, il fut surpris, ainsi que son curé François Bourcicaud et un autre prêtre au bourg de Carentoir par l'avant-garde d'un détachement de 150 hommes parti de Rochefort et arrêtés, emprisonnés à Vannes et traduits devant le Tribunal criminel de cette ville, mais Gobrien Le Cerff, âgé de 68 ans, mourut de maladie le 13 avril 1796, avant d'avoir été jugé.
La commune du Temple, dont l'existence fut brève, puisque créée comme Carentoir et les autres communes de France en 1790, fut réunie à Carentoir par un décret de l'Assemblée législative en date du 22 juillet 1792.
Carentoir fournit 68 hommes pour aller attaquer Rochefort le 16 mars 1793.

### LeXIXesiècle
En 1836 « À Carentoir (Morbihan) un loup enragé, sorti de la forêt de la Bourdonnaye, a pénétré dans une ferme où il a mutilé toute une famille. Cet accident a été  la cause d'une espèce d'insurrection parmi les paysans. Mr. de la Bourdonnaye s'opposant à ce que leurs bestiaux divaguent et paissent dans sa forêt, ceux-ci, dans leur aveuglément grossier, ont prétendu que le propriétaire, pour garantir ses bois, avait fait venir de Paris des loups, dont cinq étaient enragés. Partant de cette belle conclusion, ils ont mis le feu à la forêt de la Bourdonnaye ; heureusement on est venu à bout de s'en rendre maître, et il n'y a eu qu'une vingtaine d'hectares de consumés ».
Entre 1837 et 1841 une forte rivalité opposa un école tenue par un instituteur laïque nommé par le recteur d'académie et une école privée tenue par un jeune ecclésiastique non breveté, mais soutenu par la municipalité, des députés catholiques et Jean-Marie de Lamennais ; l'affaire dut être tranchée par le ministre Abel François Villemain qui obtint la fermeture de l'école privée.
A. Marteville et P. Varin, continuateurs d'Ogée, décrivent ainsi Carentoir en 1843 :

« Carentoir : commune formée de l'ancienne paroisse de ce nom, qui a conservé Quelneuc et La Chapelle-Gaceline, à laquelle on a ajouté Le Temple, et que l'on a diminuée de La Gacilly, sa trève ; aujourd'hui cure de 1re classe. N'est plus chef-lieu de canton depuis 1829. (..) Principaux villages : Triniac, la Haute-Boissière, Marzac, les Vignes, Trémeleuc, la Ville-au-Toir, Quelneuc, le Temple, la Métairie-aux-Jolys, la Chapelle-Gaceline, la Moraye, Brangolo, la Danais. Superficie totale 7 798 hectares 32 ares, dont (..)terres labourables 3 428 ha, prés et pâturages 859 ha, bois 598 ha, vergers et jardins 244 ha, landes et incultes 2 493 ha, étangs 12 ha; châtaigneraies 112 ha (..). Moulins à vent des Rochelles, de Saint-Jacques, du Temple, de Sole, de la Poupinais, de la Guichardais, du Tertre ; à eau de Gouro, du Bochel, du Val, de la Grée, de la Bouexière, de Launay, de Huno, de Culny ; ponts de Gouro et de Sixt. Les trèves et chapelles de Carentoir étaient la Chapelle-Gaceline, Quelneuc, la Haute-Bouexière, Saint-Jacques, Fondelienne, Saint-Marc et Saint-Adrien. Les deux premières et Le Temple sont desservies régulièrement ; on célèbre l'office dans les autres le jour de la fête patronale. L'église du bourg est ancienne, mais elle a été tellement réparée, qu'elle semble moderne. (..) S'il y a peu d'ardoisières dans la commune elle-même, il y en a beaucoup dans les environs. Il ne reste des anciens fiefs que la Ville-Quénot, la Poupinais, la Chouannière, Rollienne, la Guichardaye, Clazeul, la Herblinaye et la Touche-Péchart ; les autres sont tombés en ruines ou devenus fermes. (..) La Bourdonnaye, qui est entretenu quelque peu, semble être une construction antérieure au XVIe siècle ; toutefois ce château n'a pas de caractère. Il y a au Val un bel étang. »

Les mêmes auteurs indiquent encore que « quelques usages originaux ont été conservés dans cette commune par la continuation du droit de neûme, qui a été perçu jusqu'en 1751. L'usage des sobriquets était tellement répandu dans le bourg de Carentoir, qu'aucun habitant n'y était connu par son vrai nom. Le commerce consiste en exportations de lins, de chanvres et de toiles, qui sont expédiées à Nantes, à Bordeaux et à Cherbourg. Il y a aussi une corderie assez importante au village de la Madelaine, à cause de l'antique préjugé existant en Bretagne sur la profession de cordier. La partie du territoire qui longe l'Aff est la plus fertile. (..) Il y a foire le lendemain du troisième lundi de carême, le 1er mai, le mardi après le 15 août, et le 15 octobre. ; le lendemain si un de ces jours est férié. Géologie : le schiste argileux domine ; on l'exploite en beaucoup d'endroits comme pierre à bâtir ; la forêt de la Bourdonnaye repose toute entière sur cette roche. On parle le français [en fait le gallo] ».
En 1843 des voleurs s'introduisirent dans la sacristie de l'église de Carentoir, brisant et pillant l'un des troncs, et emportèrent une malle en fer contenant de l'argent.
Le 18 avril 1863 le Corps législatif adopte le projet de loi portant création de la commune de Quelneuc, distraite de celle de Carentoir, et le Sénat vote en faveur le 25 avril 1863 ; la loi est promulguée par Napoléon III le 2 mai 1863.
En 1873 1 099 habitants des communes de Guidel, Plumelec, Saint-Servan, Cruguel, Plumelin, Locminé, Guéhenno, Moréac, Carentoir et Guénin demandent, dans une pétition déposée à l'Assemblée nationale « le rétablissement, dans le plus bref délai, de la royauté en la personne de Henri V, héritier légitime de la couronne de France ».
La nouvelle église Saint-Maclou, construite entre 1880 et 1885, est vaste, de style ogival, en forme de croix latine, avec bas-côtés, et vitraux peints ; elle remplace la précédente, qui était de style roman et contenait de nombreux enfeus et sépultures : cette église ancienne a été décrite par Louis Rosenzweig dans son ouvrage Répertoire archéologique du département du Morbihan publié en 1863 : elle avait des restes d'architecture romane, deux bas-côtés, cinq travées, des portes en plein cintre. La nouvelle église nécessita des travaux complémentaires en raison de malfaçons afin de la consolider et son clocher ne fut construit qu'en 1896.
L'école publique de garçons de Carentoir est laïcisée en août 1888.

### LeXXesiècle

#### La Belle Époque
La ligne de tramway à voie métrique et voie unique de la Compagnie des tramways à vapeur d'Ille-et-Vilaine allant de Rennes à Plélan (inaugurée en 1898) et surnommée « le Tacot », est prolongée jusqu'à Guer via Paimpont-les-Forges, Beignon, Saint-Malo-de-Beignon et le camp de Coëtquidan (mise en service le 6 juin 1913), puis jusqu'à Redon via Carentoir et La Gacilly, elle ferma le 31 août 1948.

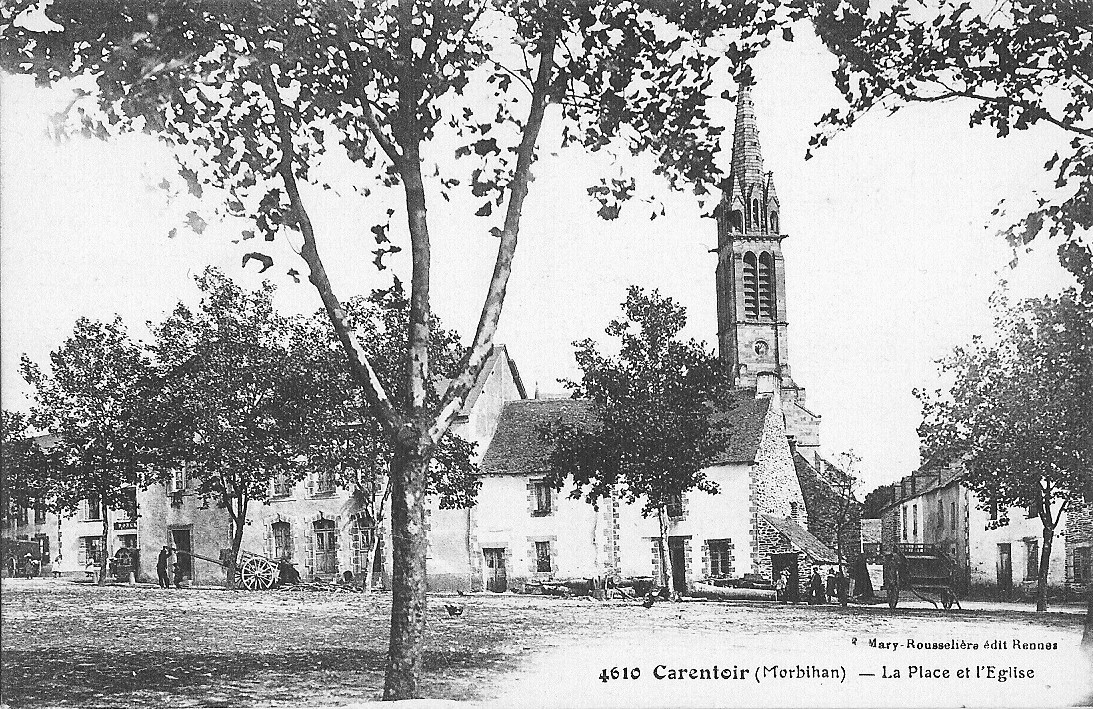
La Place de l'Église au début du XXe siècle (carte postale).
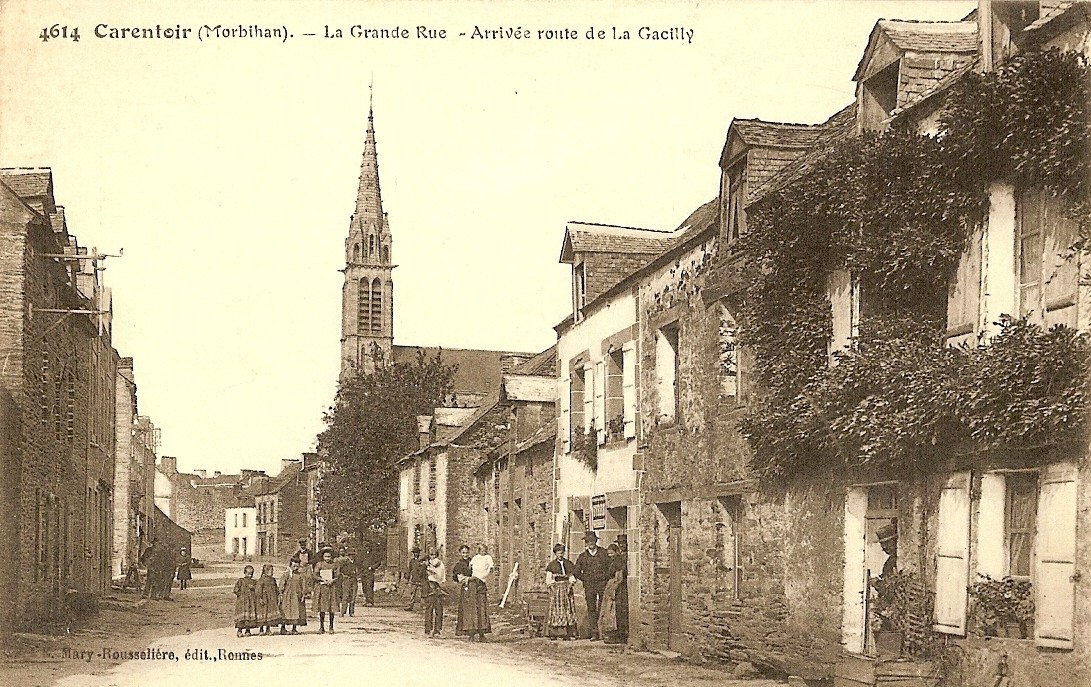
La Grande Rue au début du XXe siècle (carte postale).
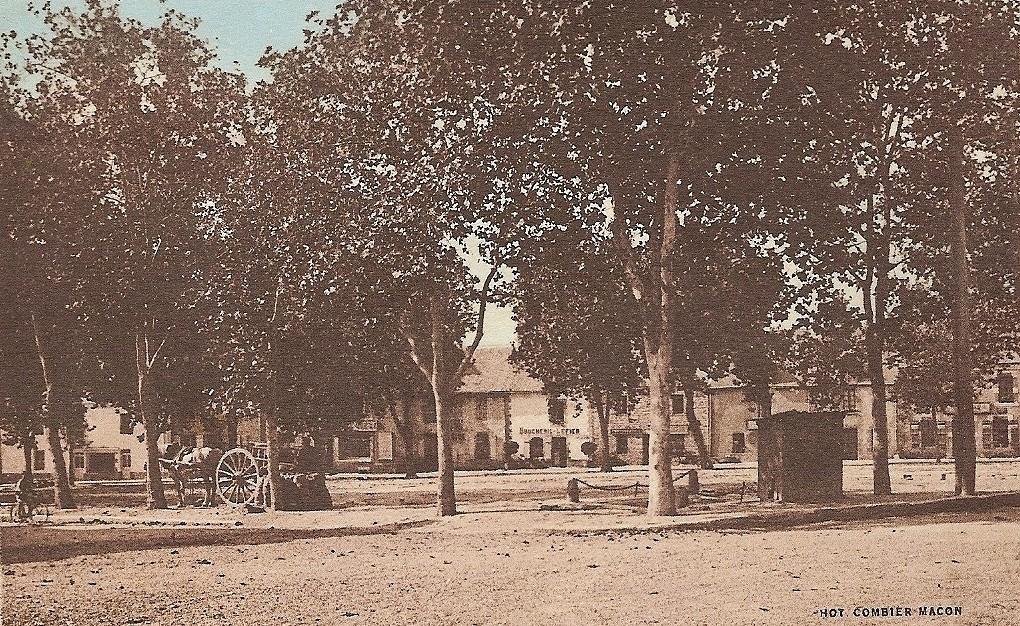
La Place du Champ de Foire au début du XXe siècle (carte postale).
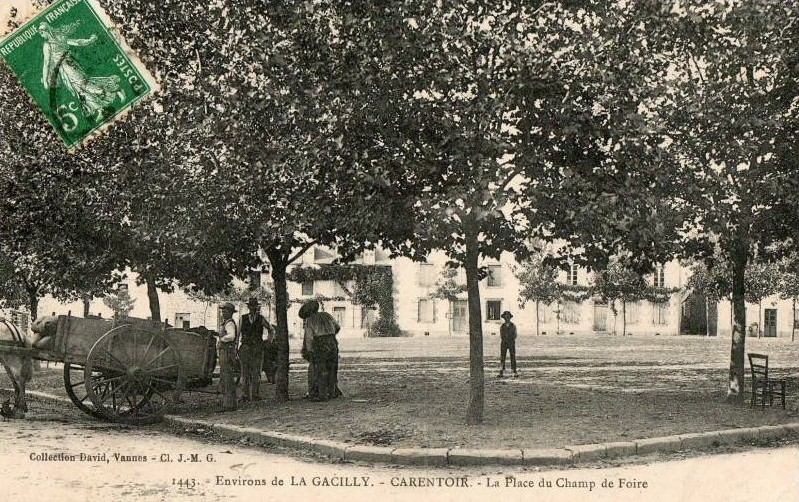
La Place du Champ de Foire au début du XXe siècle (carte postale).
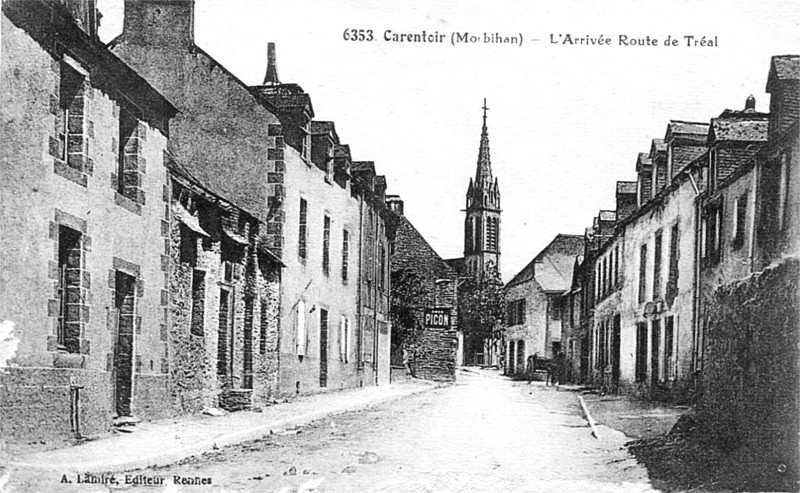
La route de Tréal au début du XXe siècle (carte postale).
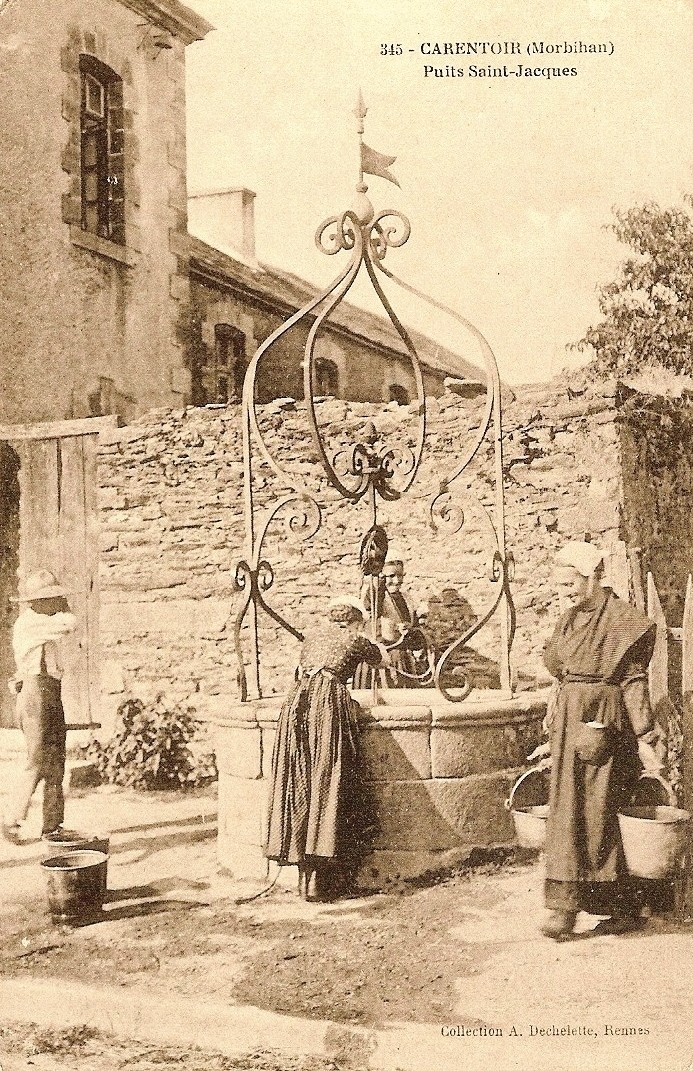
Le puits Saint-Jacques au début du XXe siècle (carte postale).

En mars 1906 au Temple, à Carentoir, à Quelneuc, les paroissiens empêchent l'inventaire des biens d'église. « Dans ces deux dernières paroisses, l'agent du fisc a été tenu par la foule, armée de bâtons, à plus de 400 mètres de distance des églises.

#### La Première Guerre mondiale
Le monument aux morts de Carentoir porte les noms de 172 soldats morts pour la France pendant la Première Guerre mondiale ; parmi eux au moins 9 sont morts en Belgique dont 6 morts le même jour dès le 22 août 1914 à Maissin (Jean Daniel, Auguste Gandon, François Lanoë), à Rossignol (François Jarnier), à Virton (Joseph Daniel) et à Arsimont (Joseph Orhand) ; Alphonse Joly est mort en Serbie le 10 mai 1917 et Jean Gicquelay en Grèce le 16 juin 1918 ; François Mesny est mort en captivité en Allemagne le 1er novembre 1918 ; la plupart des autres sont morts sur le sol français (parmi eux Jean Berthier, Joseph Bouchet, Henri de Longeaux, Pierre Étrillard, Pierre Flageul, Eugène 
Hochet, Joseph Robin, Joseph Marie Robin, Julien Séguin, Alexandre Thomas et Jean-Marie Thomas ont été décorés à la fois de la médaille militaire et de la croix de guerre).

#### L'entre-deux-guerres

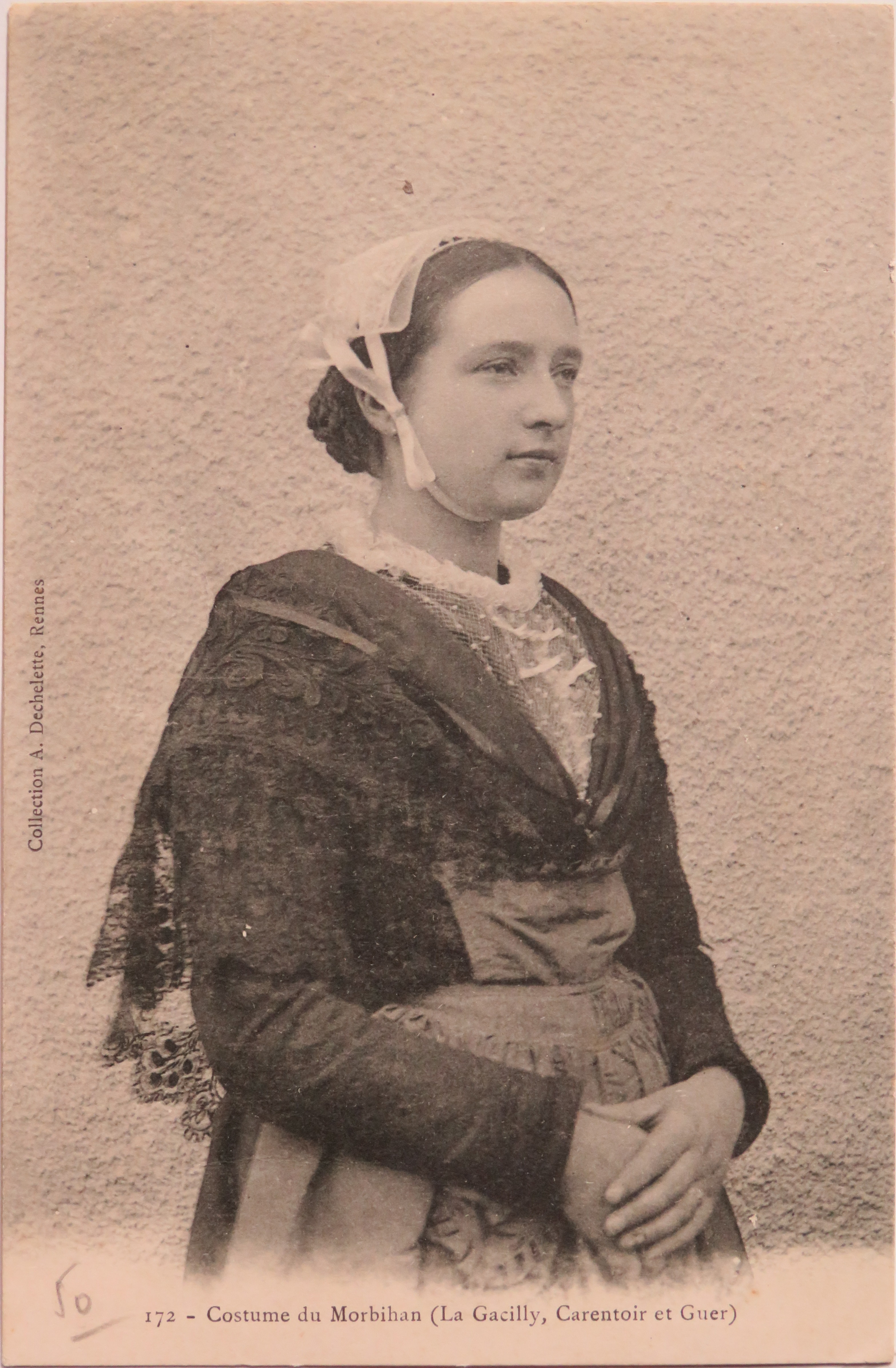
Femme en costume traditionnel de la région de Carentoir.

Louis Rocher, canonnier, gravement blessé le 23 juillet 1918 à Doukovskoie en Sibérie dans le cadre de l'intervention alliée pendant la guerre civile russe est mort à l'hôpital des Invalides en décembre 1926.

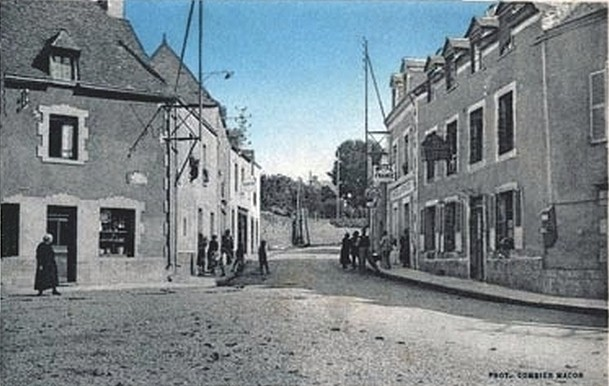
Carentoir ː la route de Guer vers 1925 (carte postale).
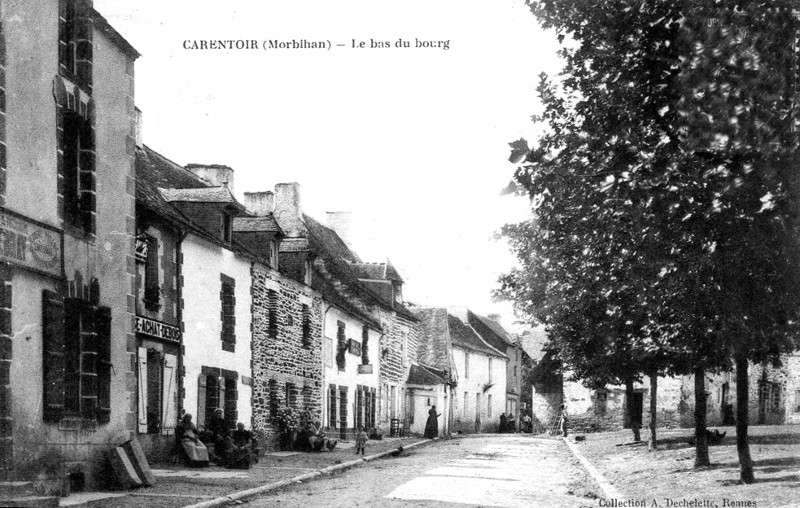
Carentoir : le bas du bourg vers 1925 (carte postale).

Des courses hippiques étaient organisées chaque année à Carentoir, par exemple en 1925 et en 1927 ; des foires également, par exemple en mai 1938. Une société de musique, dénommée "La Fondelienne", existait également.
En juin 1928 le Conseil d'État rejette un pourvoi du maire de Carentoir contre une décision du préfet du Morbihan qui annulait une subvention votée par le conseil municipal au profit de l'"Union morbihannaise des prêtres et membres de l'enseignement" au motif que cette association poursuivait un but purement politique et sans intérêt communal.
Les travaux d'électrification s'amorcent avec la création en 1928 du "syndicat intercommunal pour l'électrification des communes du canton de La Gacilly", mais ils ne furent achevés qu'au début de la décennie 1950.

#### La Seconde Guerre mondiale
Le monument aux morts de Carentoir porte les noms de 14 personnes mortes pour la France pendant la Seconde Guerre mondiale; parmi elles, Joseph Jouan, tué à l'ennemi dès le 4 octobre 1939 lors de l'Offensive de la Sarre ; Auguste Gérard et René Guillemot, soldats tués à l'ennemi au printemps 1940 pendant la Campagne de France ; Louis de Lambily, capitaine au 13e régiment de tirailleurs algériens, tué à l'ennemi le 14 mai 1940 en Belgique, chevalier de la Légion d'honneur ; François Dando, mort en captivité en Allemagne le 11 avril 1944 ; Julien Épaillard, du 141e régiment d'infanterie alpine, tué à l'ennemi à Belz (Morbihan) le 2 février 1945.

#### L'après Seconde Guerre mondiale
Carentoir disposait encore de nombreux commerces et artisans dans les décennies 1950 et 1960.
La construction d'un réseau d'adduction d'eau potable, alimenté par le captage des sources du Siloret et la construction du château d'eau de la Madeleine commencent en 1961 ; la totalité de la commune n'est desservie qu'au début de la décennie 1970.
Le remembrement a été réalisé à Carentoir entre 1975 et 1978.

## Politique et administration
| Période                                  | Période               | Identité                         | Étiquette      | Qualité |
| ---------------------------------------- | --------------------- | -------------------------------- | -------------- | --- |
| Les données manquantes sont à compléter. |                       |                                  |                | |
| mai 1793                                 | 1800                  | Michel Brenugat                  |                | Capitaine de navire sur la Tourterelle de Quimper en 1764. Négociant. Premier maire de Carentoir. |
| mai 1802                                 | septembre 1807        | Joseph Garel                     |                | Laboureur. |
| septembre 1807                           | juillet 1813          | Pierre Cyprien Hoéo              |                | Sieur de la Valière. Sénéchal du marquisat de la Bourdonnaye (sous l'Ancien Régime). |
| juillet 1813                             | 1815                  | Henri Blanchard de la Brosse     |                | Surnuméraire de l'enregistrement à Nantes, puis contrôleur de l'enregistrement à Carentoir. Nommé chevalier de la Légion d'honneur par Louis XVIII en récompense de sa belle conduite pendant l'insurrection royaliste de 1815. |
| 1815                                     | 1831                  | Jean Marie de Carheil            |                | Propriétaire des châteaux de La Guichardaye en Carentoir, de Launay en Sucé-sur-Erdre (Loire-Atlantique) et d'Hardoin en Augan. Émigré en 1791, sert dans l'Armée des princes, maire de Sucé-sur-Erdre entre 1806 et 1815, président du conseil d'arrondissement de Vannes, participe à la guerre de Vendée et Chouannerie de 1832. Chevalier de la Légion d'honneur. |
| 1831                                     | 1841                  | Julien Allain                    |                | Rentier à la Herblinaye. Gendre de Michel Brenugat, premier maire de Carentoir. |
| 1841                                     | 1846                  | Alexandre Apuril                 |                | Capitaine d’infanterie (lieutenant-colonel des armées vendéennes). |
| 1846                                     | 1851                  | Ernest de Behr                   |                | |
| 1851                                     | 1853                  | Louis Bouillet                   |                | |
| 1853                                     | 1860                  | Gabriel Le Noir de Tournemine    |                | Ancien capitaine au 16e régiment d'infanterie. Chevalier de la Légion d'honneur. |
| 1860                                     | 1864                  | Joseph Rocher                    |                | Cordonnier et aubergiste. |
| 1864                                     | 1872                  | François Orinel                  |                | Propriétaire. |
| 1872                                     | 1875                  | Victor de Carheil                |                | Vicomte de la Guichardaye. |
| 1875                                     | 1878                  | Jean-Marie Ricaud                |                | |
| 1878                                     | 1888                  | Ernest de Carheil                |                | Vicomte de le Guichardaye. |
| 1888                                     | 1911                  | M. de Behr                       |                | Ancien sous-préfet de Marmande. Chevalier de la Légion d'honneur. |
| 1911                                     | 1914                  | Ernest de Carheil                |                | Biographie non trouvée |
| 1914                                     | décembre 1943 (décès) | Victor de La Bourdonnaye-Blossac | Conservateur   | Ancien officier de la Première Guerre mondiale. Châtelain de la Bourdonnaye, baron d'Empire Conseiller d'arrondissement (1913 → 1940) |
| septembre 1944                           | mai 1953              | Alain de Carheil                 |                | Adjudant d'infanterie. |
| mai 1953                                 | mars 1965             | Jean Piguel                      |                | |
| mars 1965                                | mars 1989             | Alphonse Menand                  | RI puis UDF-PR | Médecin Conseiller général de La Gacilly (1964 → 1982) |
| mars 1989                                | mars 2008             | Noël Rocher                      | DVD            | Agriculteur Conseiller général de La Gacilly (2001 → 2008) |
| mars 2008                                | décembre 2016         | Catherine Lamour                 | DVD            | Agricultrice |

## Population et société

### Démographie
L'évolution du nombre d'habitants est connue à travers les recensements de la population effectués dans la commune depuis 1793. À partir du 1er janvier 2009, les populations légales des communes sont publiées annuellement dans le cadre d'un recensement qui repose désormais sur une collecte d'information annuelle, concernant successivement tous les territoires communaux au cours d'une période de cinq ans. 
Pour les communes de moins de 10 000 habitants, une enquête de recensement portant sur toute la population est réalisée tous les cinq ans, les populations légales des années intermédiaires étant quant à elles estimées par interpolation ou extrapolation. Pour la commune, le premier recensement exhaustif entrant dans le cadre du nouveau dispositif a été réalisé en 2008,.
En 2014, la commune comptait 2 752 habitants, en évolution de +0,04 % par rapport à 2009 (Morbihan : +3,47 %, France hors Mayotte : +2,49 %).
| 1793  | 1800  | 1806  | 1821  | 1831  | 1836  | 1841  | 1846  | 1851  |
| ----- | ----- | ----- | ----- | ----- | ----- | ----- | ----- | ----- |
| 5 699 | 5 681 | 4 840 | 5 278 | 5 341 | 5 462 | 5 277 | 5 298 | 5 287 |

| 1856  | 1861  | 1866  | 1872  | 1876  | 1881  | 1886  | 1891  | 1896  |
| ----- | ----- | ----- | ----- | ----- | ----- | ----- | ----- | ----- |
| 5 125 | 5 250 | 4 665 | 4 589 | 3 872 | 3 922 | 3 981 | 4 053 | 4 069 |

| 1901  | 1906  | 1911  | 1921  | 1926  | 1931  | 1936  | 1946  | 1954  |
| ----- | ----- | ----- | ----- | ----- | ----- | ----- | ----- | ----- |
| 3 993 | 3 946 | 3 933 | 3 462 | 3 396 | 3 296 | 3 061 | 2 868 | 2 651 |

| 1962  | 1968  | 1975  | 1982  | 1990  | 1999  | 2008  | 2013  | 2014  |
| ----- | ----- | ----- | ----- | ----- | ----- | ----- | ----- | ----- |
| 2 558 | 2 435 | 2 355 | 2 556 | 2 495 | 2 544 | 2 733 | 2 721 | 2 752 |

### Enseignement
L'école primaire publique a été baptisée du nom du photographe Yann Arthus-Bertrand.

## Culture locale et patrimoine

### Lieux et monuments

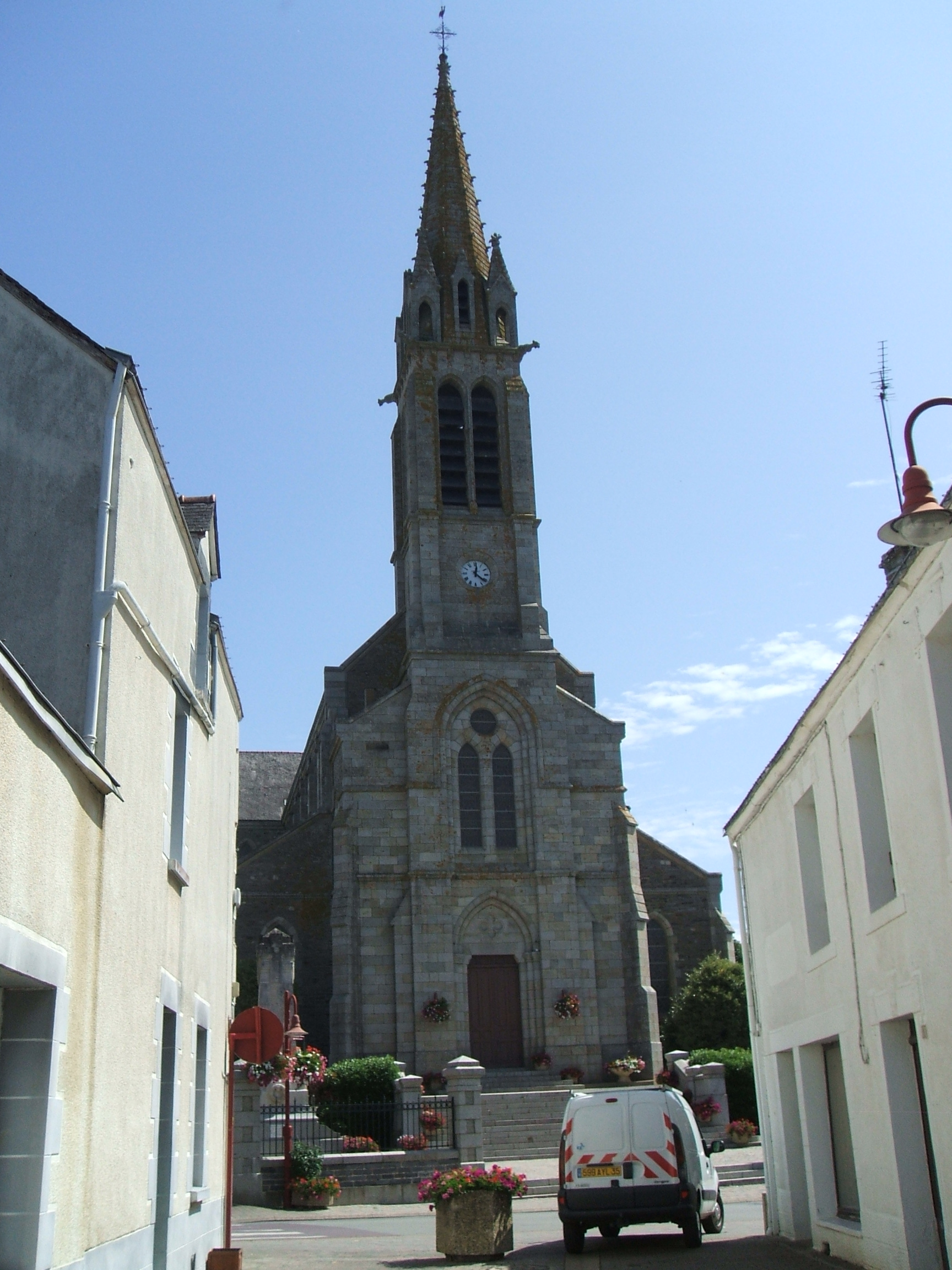
Église Saint-Marcoul.

- L'église de Carentoir dédiée à saint Marcoul ; elle est la troisième église, les deux premières se situaient sur l'actuelle place de l'Étoile.

1. La première église : 14 octobre 833
2. La deuxième église : XIe et XIIe siècles
3. La troisième église : 1888

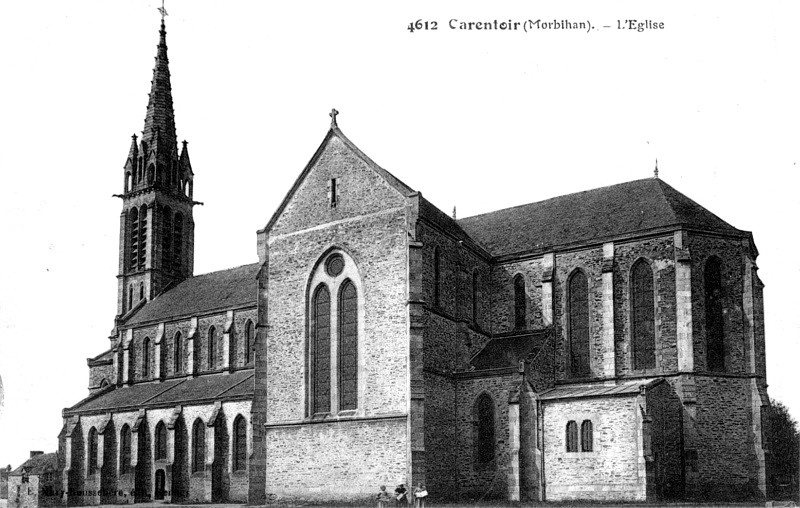
Carentoir : la nouvelle église paroissiale au début du XXe siècle (carte postale).

- L'église du Temple (actuellement en rénovation) édifiée par les Templiers en l'honneur de saint Jean-Baptiste au XIIe siècle avec son dormant et son retable du XIIIe siècle.

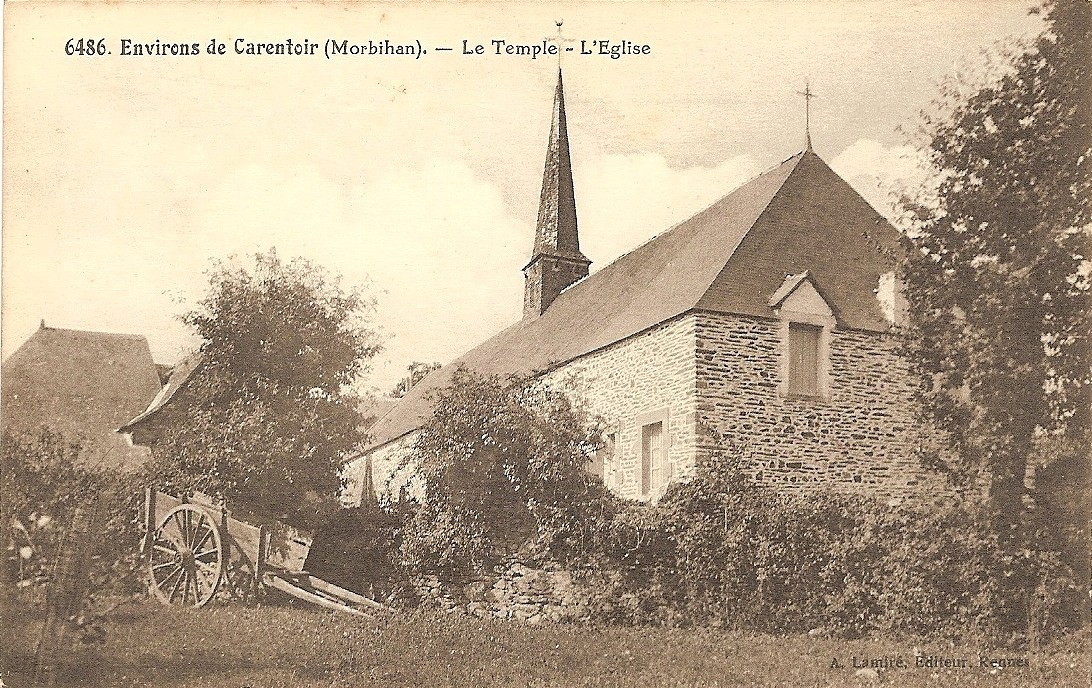
L'église du Temple au début du XXe siècle (carte postale).

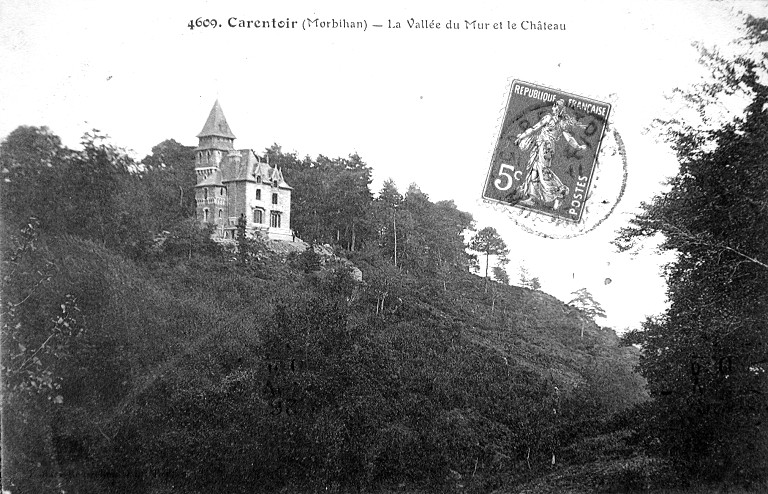
Carentoir ː le site du Mur et le château néomédiéval datant des environs de 1900 (carte postale).

- Le château du Mur est stratégiquement bien situé au sommet d'une colline ; à proximité se trouve une ancienne voie romaine. Il est décrit en 1907 comme « un amas de bâtiments juxtaposés et dominés par un pavillon assez élevé, partie du XIIe siècle, partie de la Renaissance. Mais ce qui en fait surtout l'aspect original, c'est sa situation pittoresque sur le versant méridional et la distribution de ses bâtiments, non moins étrange à l'intérieur qu'à l'extérieur. Il a aussi cette particularité d'être à cheval sur une voie romaine qui le place mi-partie en Carentoir et mi-partie en Comblessac »[21]. De nos jours est surtout visible de loin le château de style néomédiéval construit aux environs de 1900 ; du manoir détruit ne subsiste que le portail d'entrée (situé sur la commune de Comblessac)[61].
- Le château de la Guichardais : le château actuel, construit au milieu du XIXe siècle, a succédé à deux châteaux antérieurs (ce fut une seigneurie appartenant à la famille Le Roy jusqu'au XVIe siècle, puis à la famille Carheil [Careil] à partir de 1572 et érigée en vicomté en 1685 ; resté propriété de la famille Carheil [Careil] depuis le XVIe siècle ; plusieurs membres de cette famille ont été maires de Carentoir aux XIXe siècle et XXe siècle[62].

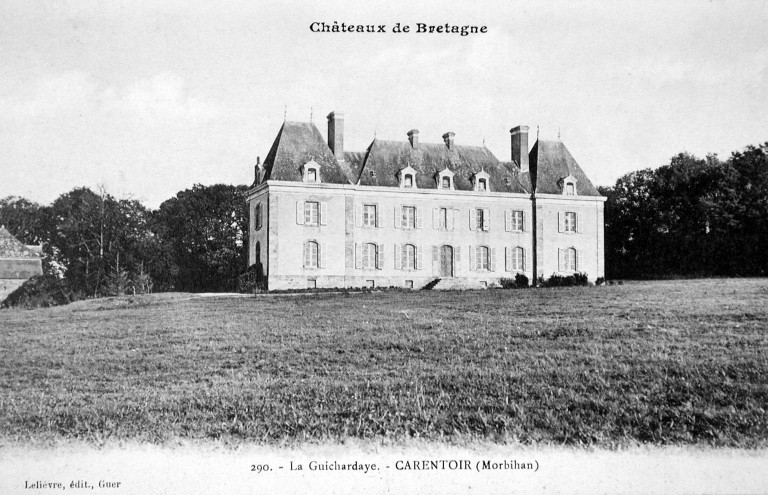
Le château de la Guichardaye [Guichardais] au début du XXe siècle (carte postale).

- Le château de la Bourdonnaye du XVIe siècle mais largement remanié au XIXe siècle.

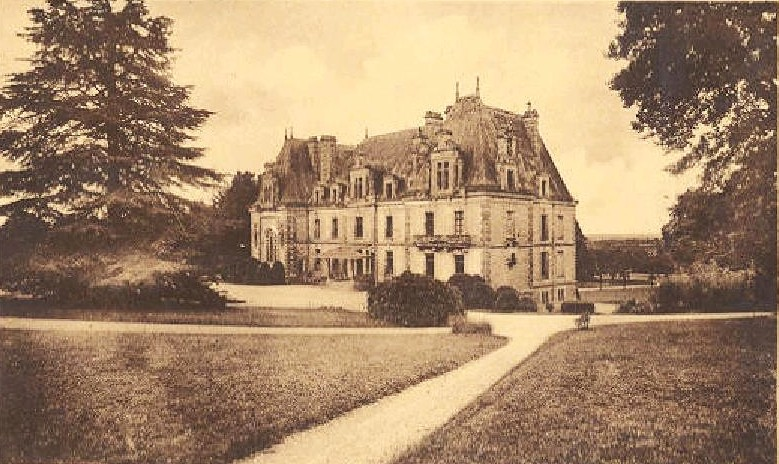
Le château de la Bourdonnaye au début du XXe siècle (carte postale).
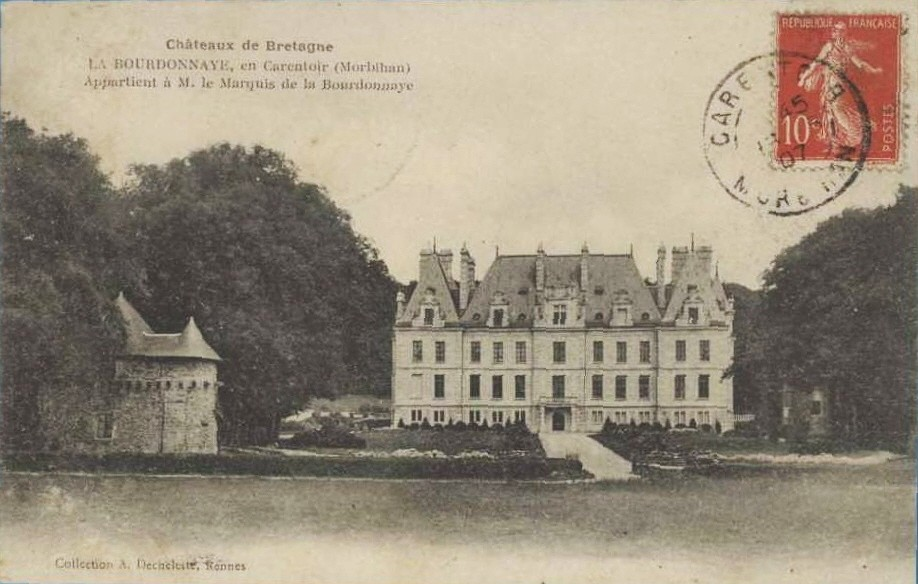
Le château de la Bourdonnaye au début du XXe siècle (carte postale).
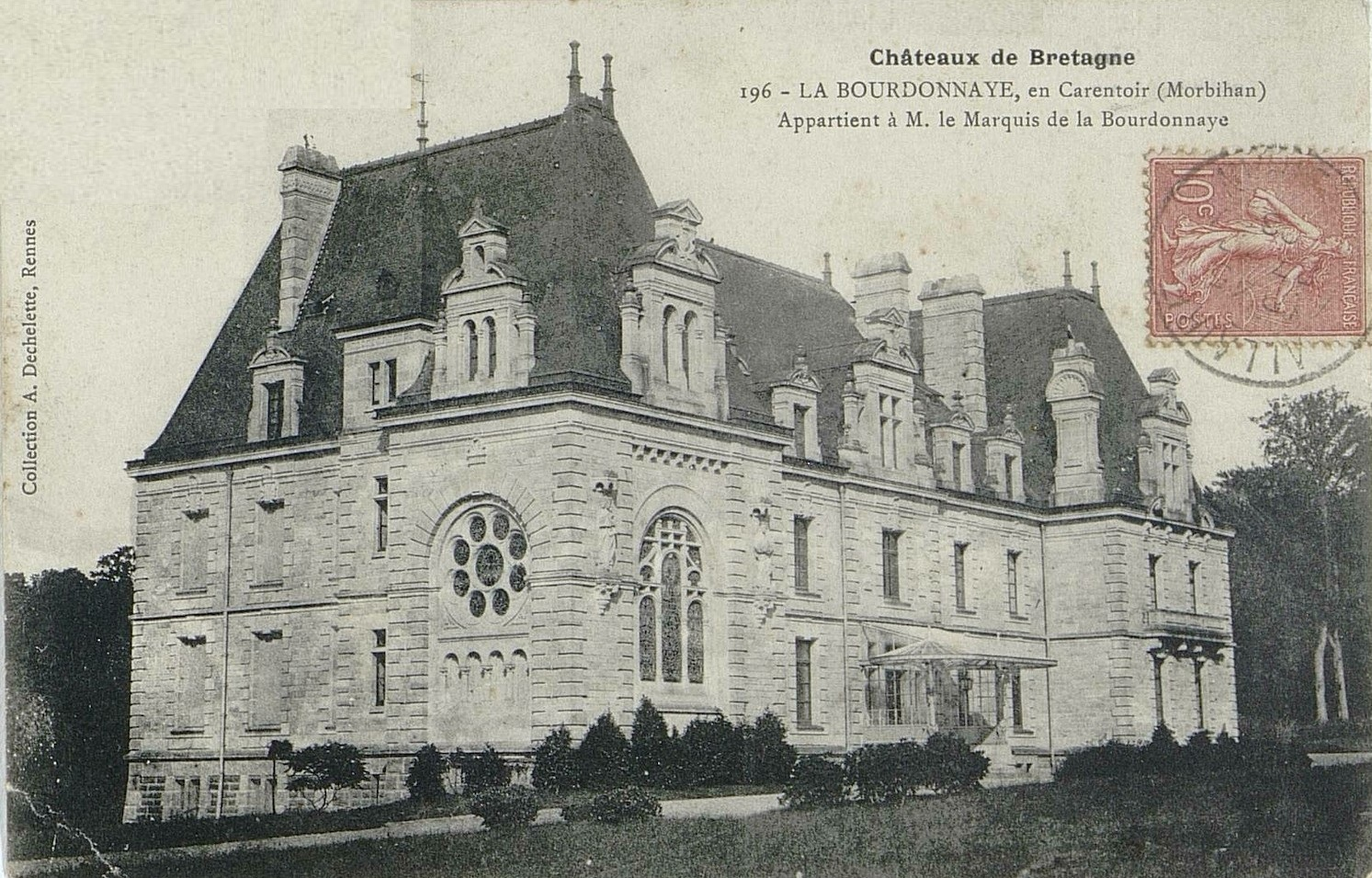
Le château de la Bourdonnaye au début du XXe siècle (carte postale).
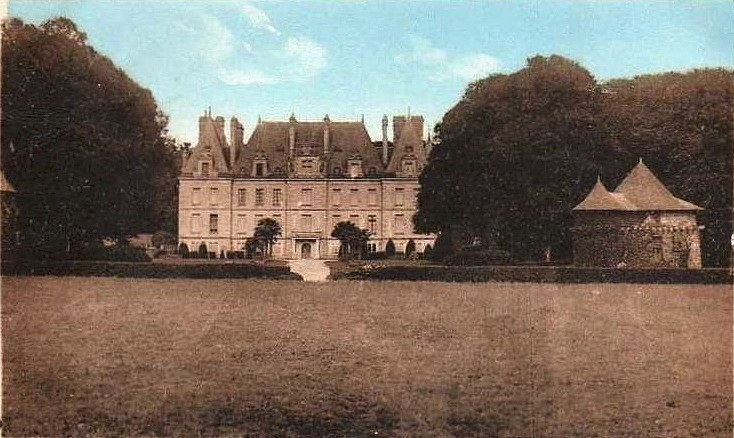
Le château de la Bourdonnaye, côté ouest, vers 1920 (carte postale).

- La chapelle Saint-Hyacinthe, à la Haute-Bouëxière, qui dépendait à l'origine du château de la Bourdonnaye, a ensuite été érigée en trève.
- Le château de Trélo : un manoir existait déjà en 1420 à cet emplacement ; la seigneurie y disposait des droits de haute, moyenne et basse justice : propriété de la famille Fournier pendant deux siècles (XVIIe siècle et XVIIIe siècle), puis de la famille de Bruc à la fin du XIXe siècle[63]>

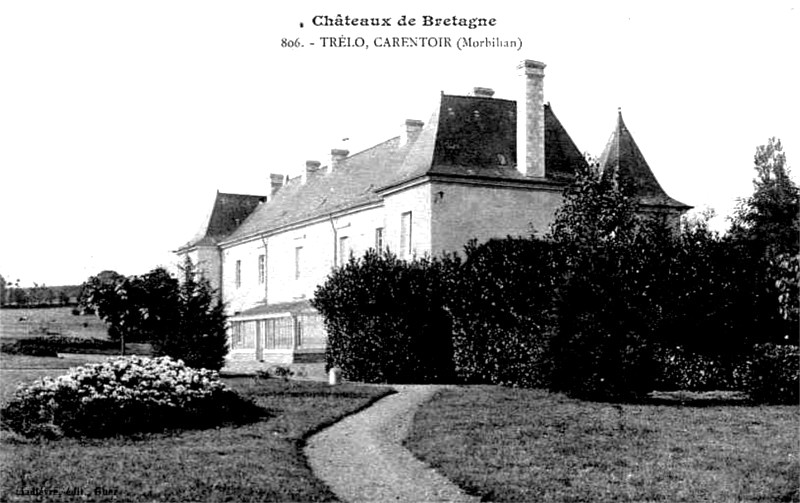
Le château de Trélo vers 1920 (carte postale).

- Les fours et les puits habillent la région qui compte 126 vestiges de fours grands ou petits, parmi les plus anciens qui dateraient du XVIIIe siècle. Pour les puits on en compte 139 encore en état : il pouvait y avoir de un à six puits selon la taille du village ; ils sont relativement plus récents que les fours malgré un nombre très restreint que l'on peut dater du XVIIIe siècle.
- Les fontaines et les ponts ne sont pas en reste, puisqu'ils illustrent bien le patrimoine de la région par leur forme et leur utilité, ainsi que les chapelles et les croix de pierre qui sont nombreuses dans la région.

Depuis 1996, un site touristique est ouvert au Bois Brassu. La Ferme du Monde est un parc animalier qui rassemble 400 animaux d'élevage des cinq continents. Cette ancienne exploitation agricole a été donnée à l’établissement et service d'aide par le travail de Carentoir. Serge Temey, le directeur de l'époque, a créé cette activité. Le parc de la Ferme du Monde est ouvert au public et il reçoit chaque saison près de 35 000 visiteurs. La visite se fait à pied ou en petit train. Des activités ludiques sont ouvertes aux enfants. À la Ferme du Monde on célèbre encore aujourd'hui le souvenir des Templiers, une repas festif Les Ripailles des Templiers une animation avec cochon grillé est proposé en chansons. Pour les enfants en groupe scolaire, centre de loisirs sont également proposées[Quoi ?]. Découverte de la ferme et nourrissage des animaux, senteur et saveurs des confitures puis Autour de l'âne s'il le veut bien.

### Légende
- La Femme Blanche des Marais : Vingt-quatre vierges de la ville de Carentoir, égarées dans la forêt de Rieux, aligneraient, sous les roseaux de l'Oust, leurs pauvres squelettes, disséqués par la Femme Blanche des Marais[64].

### Romans
- Paul Féval a évoqué Carentoir et sa région dans plusieurs de ses romans, notamment dans L'homme de fer (1855) et Chouans et Bleus (1879)[65].

### Personnalités liées à la commune
- Famille de La Bourdonnaye
- Famille de Sérent
- Les frères Guillemot, Claude, Yves, Michel, Gérard et Christian, créateurs des sociétés Guillemot International Software, Ludiwap, Gameloft, Guillemot Venture et la plus célèbre Ubisoft

### Héraldique
|  | Les armoiries de Carentoir se blasonnent ainsi : Parti: au un, de sinople à une maison d’or, ouverte et éclairée de gueules, une échelle de couvreur du même posée sur le toit, accompagné d’un clocher issant ; au deux, de sable à une tour d’or ouverte et maçonnée du champ s’engloutissant dans des flots d’azur ondés d’argent mouvant de la pointe ; Une crosse d’argent ferrée, sommée d’une auréole d’or, brochante sur la partition ; au chef d’hermine chargé d’une croix pattée alèsée de gueules. Conc. J.P. Fernandez |